# Геленгденг
Геленгденг (фр. Guélendeng) — город и супрефектура в Чаде, расположенный на территории региона Восточное Майо-Кеби. Административный центр департамента Майо-Леми.

## Географическое положение
Город находится в юго-западной части Чада, на левом берегу реки Шари, на высоте 294 метров над уровнем моря.
Населённый пункт расположен на расстоянии приблизительно 136 километров к юго-юго-востоку (SSE) от столицы страны Нджамены.

## Население
По данным официальной переписи 2009 года численность населения Геленгденга составляла 37 242 человека (18 362 мужчины и 18 880 женщин). Население супрефектуры по возрастному диапазону распределилось следующим образом: 51,2 % — жители младше 15 лет, 43,8 % — между 15 и 59 годами и 5,6 % — в возрасте 60 лет и старше.

## Транспорт
Ближайший аэропорт расположен в камерунском городе Ягуа.